# Зитуни, Али
Али Зитуни (араб. علي زيتوني‎, фр. Ali Zitouni; род. 11 января 1981[…], Тунис) — тунисский футболист, полузащитник. Выступал в сборной Туниса.

## Карьера

### Клубная
Выступал в течение своей карьеры в команде «Эсперанс» (трижды подписывал контракт с клубом), а также в клубе из ОАЭ «Аль-Ахли» и французской команде «Труа». Сейчас игрок турецкого «Антальяспора».

### В сборной
В сборной выступает с 1999 года. В составе сборной вышел в четвертьфинал Кубка Африки 2000, на Средиземноморских играх 2001 в финале против Италии с пенальти забил победный гол для сборной Туниса. Также играл на чемпионате мира 2002 и Олимпиаде в Афинах 2004 года.

## Титулы
- Чемпион Туниса (6): 1999, 2000, 2001, 2002, 2003 и 2004
- Победитель Кубка Туниса (1999)
- Финалист Лиги чемпионов КАФ (1999 и 2000)
- Финалист Кубка ОАЭ (2005)
- Лучший бомбардир чемпионата Туниса 2000 (19 мячей)
- Лучший бомбардир Лиги чемпионов КАФ 2003/2004 (9 мячей)